# Suécia nos Jogos Olímpicos de Inverno de 1948
A Suécia competiu nos Jogos Olímpicos de Inverno de 1948, realizados em St. Moritz, Suíça.